# Kewaunee
Kewaunee é uma cidade localizada no estado norte-americano de Wisconsin, no Condado de Kewaunee.

## Demografia
Segundo o censo norte-americano de 2000, a sua população era de 2806 habitantes.
Em 2006, foi estimada uma população de 2868, um aumento de 62 (2.2%).

## Geografia
De acordo com o United States Census Bureau tem uma área de
10,9 km², dos quais 9,0 km² cobertos por terra e 1,9 km² cobertos por água. Kewaunee localiza-se a aproximadamente 222 m acima do nível do mar.

## Localidades na vizinhança
O diagrama seguinte representa as localidades num raio de 28 km ao redor de Kewaunee.